# Equipo Humanitario de Recojo de Cadáveres

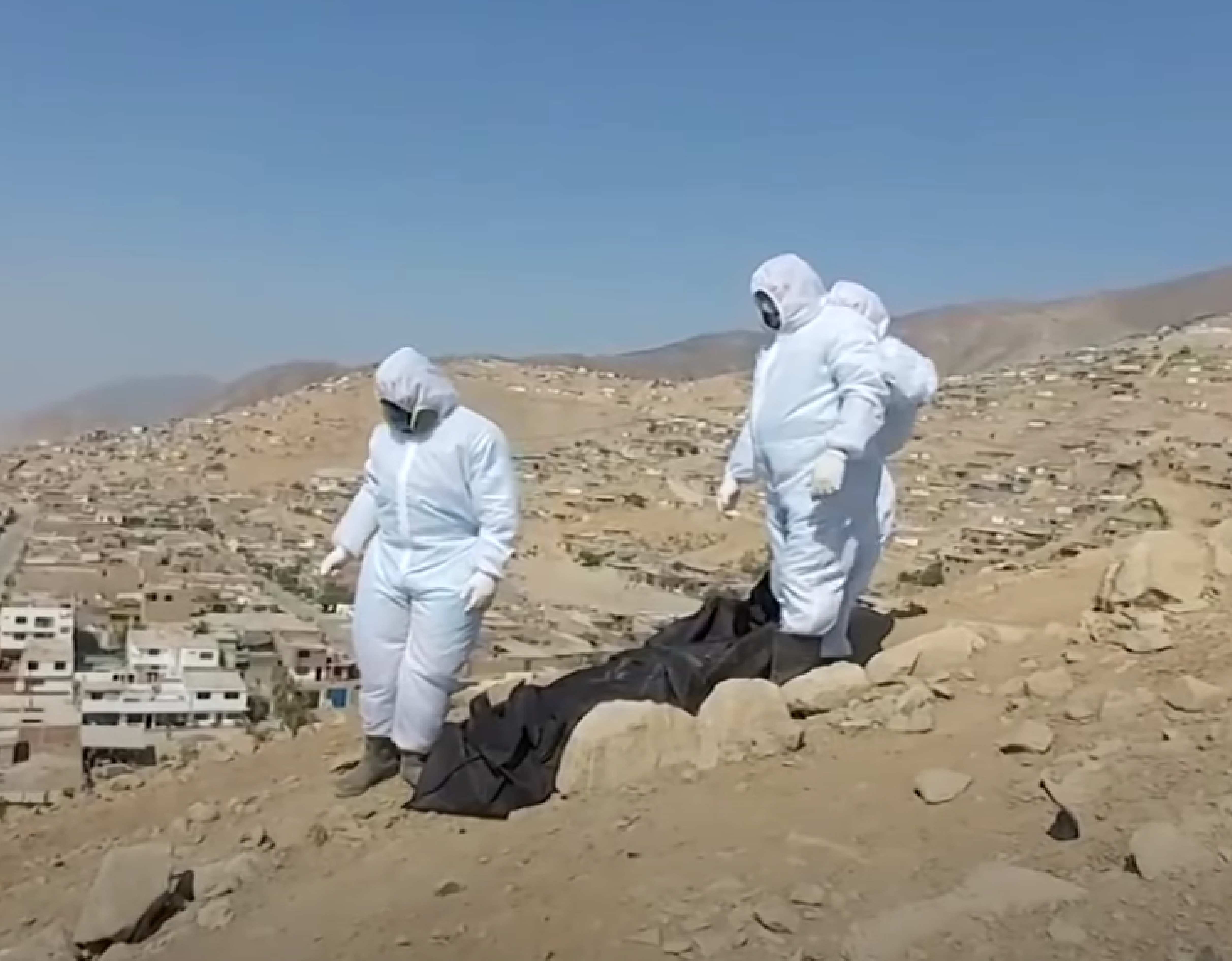
EHRC recogiendo un cadáver en algún suburbio pobre de Lima Metropolitana.

El Equipo Humanitario de Recojo de Cadáveres, (EHRC) en su forma abreviada, es la entidad peruana creada por el Ministerio de Salud encargada de realizar el levantamiento de los fallecidos a nivel nacional, directa o indirectamente, por el impacto de la pandemia de COVID-19 en el Perú.
Está integrado por miembros de las Fuerzas Armadas, Policía Nacional, Essalud, Ministerio Público y liderado por el mismo Ministerio de Salud. Las entidades autónomas de las Direcciones de Redes Integradas de Salud (Diris), las Gerencias Regionales de Salud (Geresas) y Direcciones Regionales de Salud (Diresas) también forman parte del EHRC.

## Contexto
Por la expansión de la pandemia de COVID-19 en Perú y el colapso del servicio sanitario peruano, se registraron un incremento de cadáveres en los hogares de pacientes que no acudían a los centros médicos. Un decano del Colegio Médico del Perú en Iquitos (Departamento de Loreto) llegó a comunicar que las personas «se van a morir a sus casas porque no tenemos camas», en referencia al débil sistema sanitario peruano, en Loreto incluso se llegó a construir fosas comunes para los cuerpos ante el desabastecimiento de los cementerios.

## Antecedentes recientes
El gobierno peruano ya había sacado la Directiva Sanitaria N.º 087-MINSA/2020/DIGESA, aprobada mediante Resolución Ministerial N.º 100-2020-MINSA, el 22 de marzo de 2020. En donde deja en claro el proceso para levantar un cadáver con coronavirus.

## Historia
El 8 de marzo, el ministro de Defensa Walter Martos informó que el gobierno creará un «comando para tratamiento de cadáveres por COVID-19» conformado por miembros de las Fuerzas Armadas, Policía Nacional, Ministerio de Salud y Essalud.
El 11 de abril de 2020, el ministro de Salud Víctor Zamora llegó a comunicar que «se creará un comando de levantamiento de cadáveres» en Lima y el resto del país:

Un grupo va a morir en el hospital; otro, en la calle, en albergues o en sus casas. Para esto se creará un comando humanitario de levantamiento de cadáveres (...) El grupo humanitario que hemos creado responde a la necesidad de manejar los cadáveres con mucha dignidad y respeto.

La Resolución Ministerial N° 208-2020-MINSA del 20 de abril informa la principal función del creado EHRC:

El Equipo Humanitario de Recojo de Cadáveres (EHRC) se encarga del manejo del cadáver inmediatamente y de manera directa al cementerio de la jurisdicción distrital o provincial para la inhumación o cremación; o a las cámaras de preservación temporal, según corresponda.

El EHRC debe confirmar si el cadáver falleció de COVID-19 o de otra causa, si en caso el coronavirus es la causa de muerte, los miembros del equipo deben envolver el cuerpo en un plástico o sabana grandes, luego puesto en una bolsa impermeable con sus nombres y apellidos, y por último rociar con lejía a la bolsa con el cuerpo adentro.

## Crítica
En mayo, la Contraloría General de la República recogió denuncias contra EHRC por las demoras mayores de 24 horas registradas en el recojo de los cuerpos en las vivienda y la vía pública, aumentado el riesgo de contagio.